# Marcos Llemes
Marcos Llemes (Salto, Uruguay; 21 de agosto de 1992) es un escritor y novelista uruguayo. Es el autor de Bruno y la nube con forma de dragón, ganadora del segundo Premio Nacional de Literatura en el 2020 en la categoría de narrativa infantil-juvenil y del Bartolomé Hidalgo en 2022.

## Biografía
Marcos Llemes nació en Salto, (Uruguay) el 21 de agosto de 1992. Comenzó autopublicando novelas de diversos géneros que van del terror a la fantasía juvenil. Ha participado en antologías de relatos en colaboración con autores de diferentes nacionalidades (Antología Amentia; Umbral a la Locura, publicada por Editamás) y recibido distinciones en certámenes nacionales e internacionales, entre las que están el Libro de Oro 2011, "TCQ 2013", Ocho Mil Caracteres: Antología de Cuento Digital Premio Itaú (2014).
Fue dos veces finalista del premio Ciencia-me un Cuento, certamen organizado por la Sociedad de Científicos Españoles en el Reino Unido (SRUK/CERU) por sus relatos titulados La cuna de los Héroes  (2020) y ¿Cómo digo que te amo? (2021). También es ganador del IV Premio literario "Sant Jordi", compitiendo entre casi 460 concursantes provenientes de 24 países.
En 2020 ganó el segundo Premio Nacional de Literatura (también llamado Premio a las Letras) en la categoría infantil y juvenil por su novela Bruno y la nube con forma de dragón, la cual publicó al año siguiente bajo el sello Montaña Errante de la editorial Fin de Siglo, y presentado en el marco de la 43.ª Feria Internacional del Libro  de Montevideo.
En 2022 fue seleccionado para integrar el catálogo de autores de Uruguay en la Feria Internacional del Libro Infantil y Juvenil de Bolonia, integró el stand uruguayo en la Feria Internacional del Libro de Buenos Aires y fue parte de la 20° Feria del Libro Infantil y Juvenil de Montevideo. En noviembre de ese mismo año recibió el Premio Bartolomé Hidalgo

## Obra

### Novelas
- 2014, Marginado
- 2015, Anatema: la Selva de los Tristes
- 2021, Bruno y la nube con forma de dragón.[18]
- 2023, Tonio y el benteveo

### Antologías
- 2011, Libro de Oro del TCQ
- 2013, TCQ 2013, Ediciones La Máquina de Pensar
- 2013, Amentia
- 2014, Ocho Mil Caracteres: Antología de Cuento Digital Premio Itaú
- 2015, Umbral a la Locura, (Editamás)

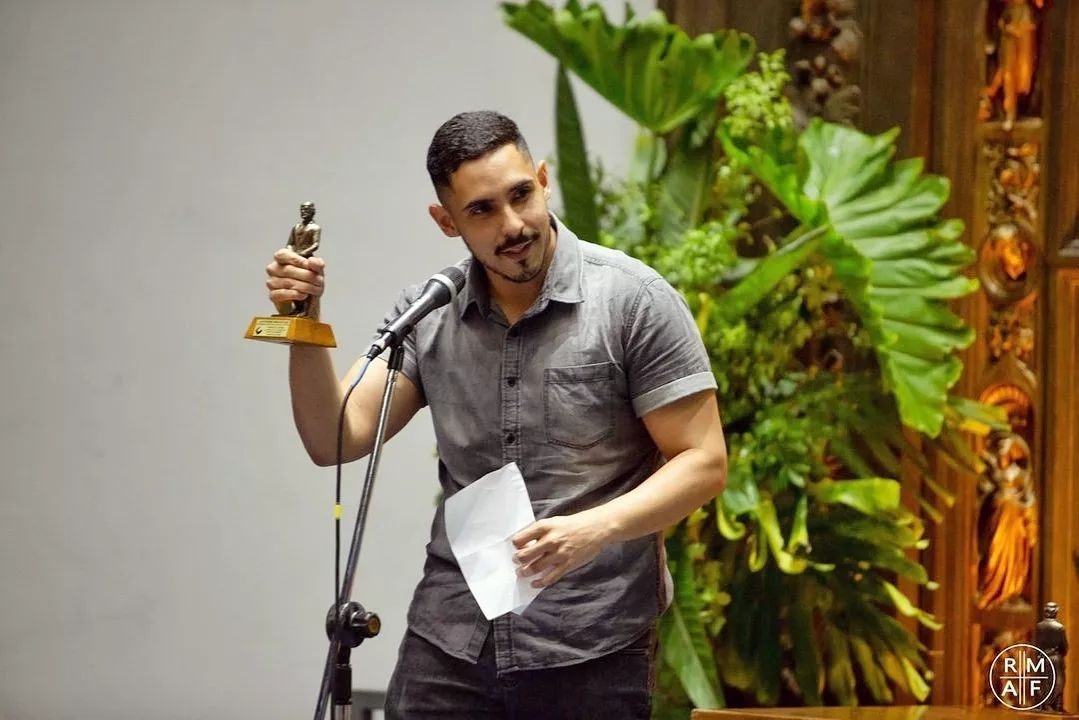
Marcos Llemes recibiendo el Premio Bartolomé Hidalgo.

## Reconocimientos y premios
- 2025, Ganador del IV Premio literario "Sant Jordi", (Cartulina)
- 2024, Seleccionado como participante destacado del XII Concurso de la San Silvestre Salmantina (Mal Perdedor)
- 2023, Finalista Premio Bartolomé Hidalgo en la categoría de literatura infantil y juvenil (Tonio y el benteveo)
- 2022, Premio Bartolomé Hidalgo en la categoría de literatura infantil y juvenil (Bruno y la nube con forma de dragón)
- 2021, Segundo Premio Nacional de Literatura Categoría infantil y juvenil (Bruno y la nube con forma de dragón)
- 2020, Finalista en Ciencia-me un Cuento (¿Cómo digo que te amo?)
- 2019, Finalista en Ciencia-me un Cuento  (La cuna de los héroes)
- 2014, Finalista antologado en el Premio Itau Cuento Digital  (Atentado masivo contra el pudor)